# Аква-Тепула

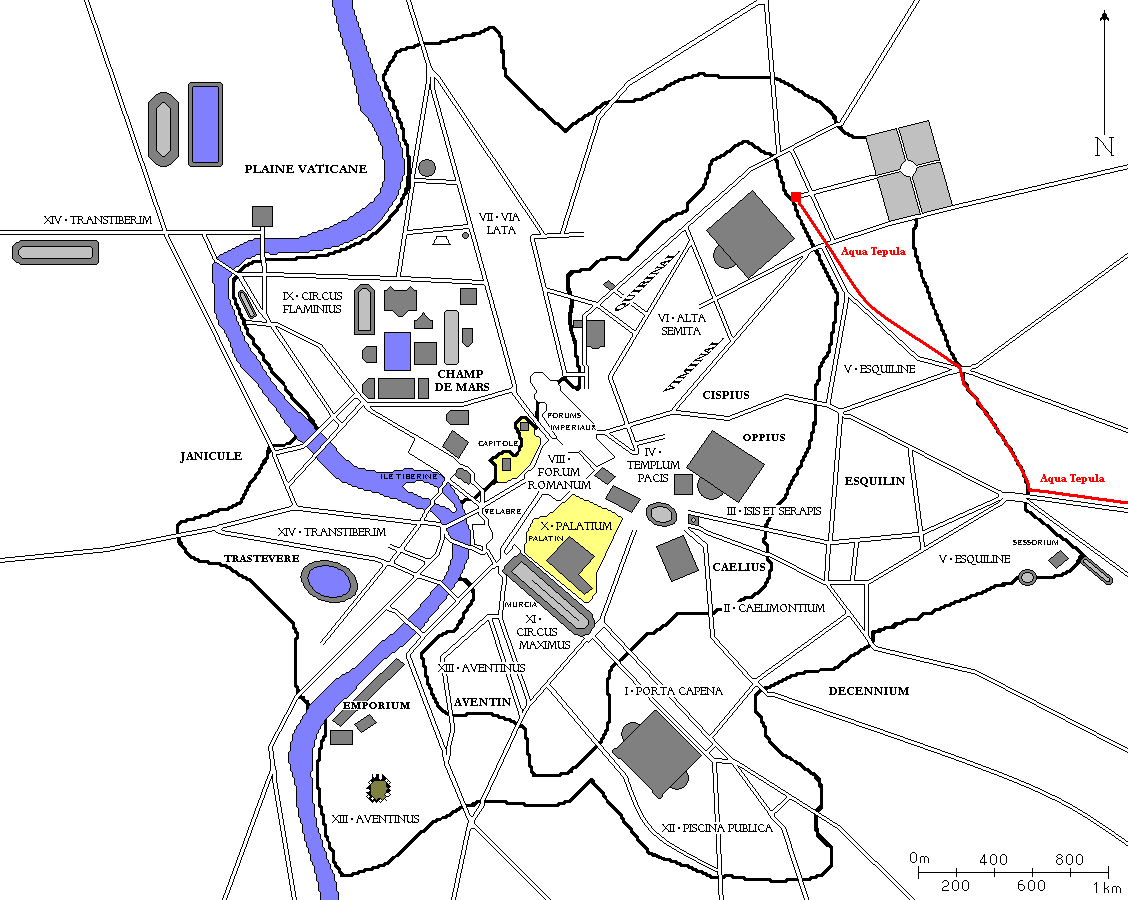
Аква Тепула позначена червоним кольором

Аква-Тепула (лат. aqua tepula, «Тепла вода») — найменший акведук в Стародавньому Римі.

## Історія
Водопровід завдовжки 18 км побудований у 125 до н. е. цензорами Гнеем Сервілієм Цепіоном і Луцієм Кассіем Лонгіном Равіллою, пізніше у 33 до н. е. Марк Віпсаній Агріппа з'єднав його з Аква Юлія, а також приєднав до нового джерела біля місця відомо сьогодні як Фонтан Скварчареллі-ді-Гроттаферрата. 
Між 11 і 4 до н. е. при імператорі Августі акведук ремонтували та добудовували. Він постачав Рим водою у кількості 17 800 м³ в день. Забір води йшов біля Тускулума при Латинській дорозі — біля підніжжя Альбанських гір (сьогодні це місце називається Сордженті-дель-Аква-Преціоза).
Назва акведука походить від слова «Tepulus», тому що вода з нього в Рим надходила теплою — спочатку становила 17°C, а Агріппа зменшив до 10°C. Води акведуків Марція, Клавдія і Аніо-Новус змішувалися в районі Порта-Маджоре, звідти вода з Аква-Тепула слідувала тим же маршрутом, що й з водопроводу Марція.